# Sous la griffe (film, 1917)
Pour les articles homonymes, voir Sous la griffe.
Sous la griffe est un film muet français réalisé par Albert Dieudonné et sorti en 1917.

## Fiche technique
- Réalisation : Albert Dieudonné
- Format : Noir et blanc - Muet
- Date de sortie : 
  - France : 1917

## Distribution
- Albert Dieudonné
- Harry Baur
- Georges Mauloy